# Endless Journey
Endless Journey jest trzecim studyjnym albumem fińskiej grupy muzycznej Embraze. Album został wydany w roku 2001. Nagrywany w fińskim mieście Oulu. Endless Journey jest europejska wersją albumu Intense.

## Lista utworów
1. Whispers
2. Lost
3. Endless Journey
4. Robot Stud
5. Passion
6. Tenderness
7. One Moon, One Star
8. This Cold Day
9. Lethal Dance
10. Looking Ahead to the Embrace of Hell